# アキレウスの盾

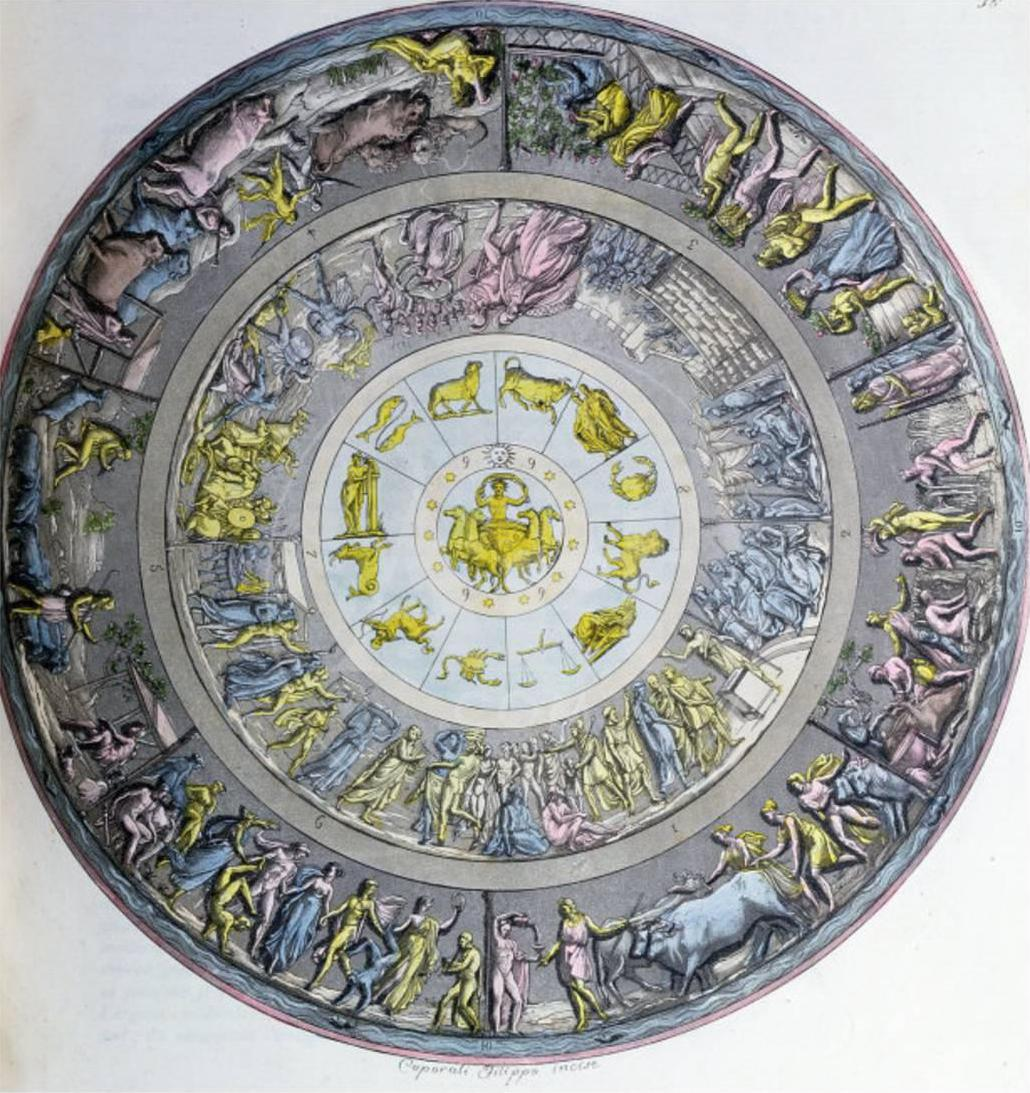
アンジェロ・モンティチェッリの解釈によるアキレウスの盾のデザイン。『古代と現代の衣装』（Le Costume Ancien ou Moderne, 1820頃）より

アキレウスの盾（アキレウスのたて、アキレウスの楯、アキレスの盾とも）とは、ギリシア神話の英雄アキレウスがヘクトールと戦う時に用いた盾である。ホメーロスの『イーリアス』第18歌478-608行での記述が有名である。
詩の中で、アキレウスは友のパトロクロスに防具を貸すが、パトロクロスはヘクトールとの戦いで斃れ、武具は戦利品として奪われてしまう。そこでアキレウスの母テティスは、鍛冶の神ヘーパイストスに代わりの防具を与えるよう求める。
この盾を描写した一節はエクフラシス（視覚芸術の文字による描写）の初期の例であり、かつてはヘーシオドスの作とされていた『ヘーラクレースの盾』を含む後世の多くの詩に影響を与えた。ウェルギリウスの『アエネーイス』第8書におけるアイネイアースの盾の描写は明白にホメーロスを手本にしている。W・H・オーデンの詩『アキレウスの盾』は、ホメーロスの描写を20世紀の言葉で改めて想像してみている。

## 描写

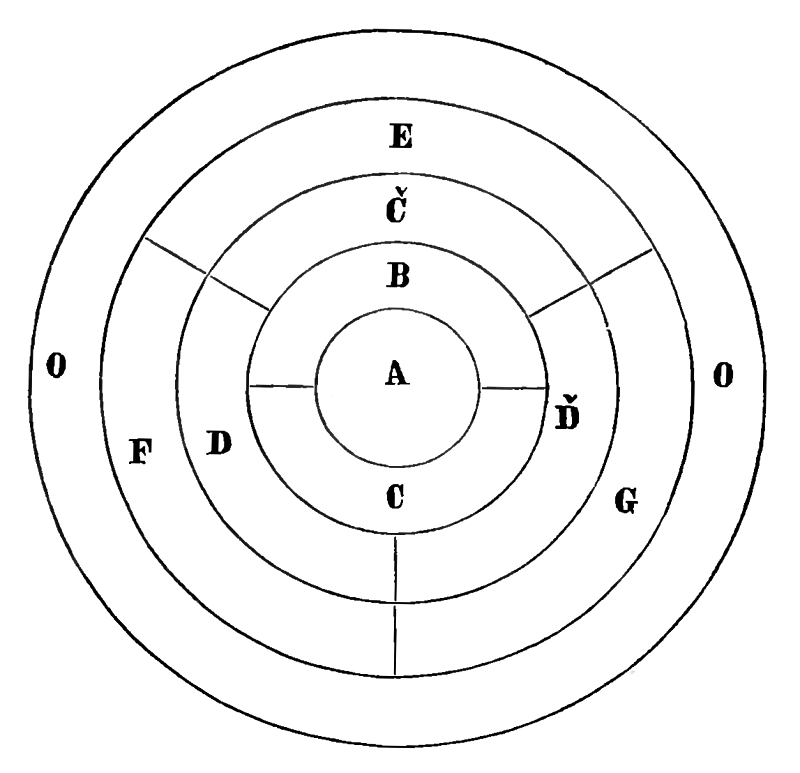
アントニン・シュコダによる盾の見取り図。上のモンティチェッリのものとは一致しない

ホメーロスは新しい盾を装飾している図像を詳細に描写している。盾の中央から始まり外側へと、円のレイヤーが幾層にも重なっており、以下のようなレイアウトとなっている ――
1. 大地、空と海、太陽、月と星座（図のA; 484-489行）。
2. 「人々で溢れた2つの美しい都市」――片方の都市では結婚式と訴訟が行われている（図のB; 490-508行）。もう片方の都市は敵軍に包囲されており、奇襲と戦闘の様子が描かれている（図のC; 509-540行）。
3. 畑に3度目の耕耘が行われている（図のČ; 541-549行）。
4. 王の土地では収穫が行われている（図のD; 550-560行）。
5. 葡萄園では葡萄摘みが行われている（図のĎ; 561-572行）。
6. 「真っ直ぐな角をした牛の群」――先頭の牛が2頭の野生のライオンに襲われており、牛飼いたちとその犬たちが撃退しようとしている（図のE; 573-586行）。
7. 牧羊場の風景（図のF; 587-589行）。
8. ダンスフロアで若い男女たちが踊っている（図のG; 590-606行）。
9. オーケアノスの大いなる海流（図のO; 607-609行）。

## 解釈

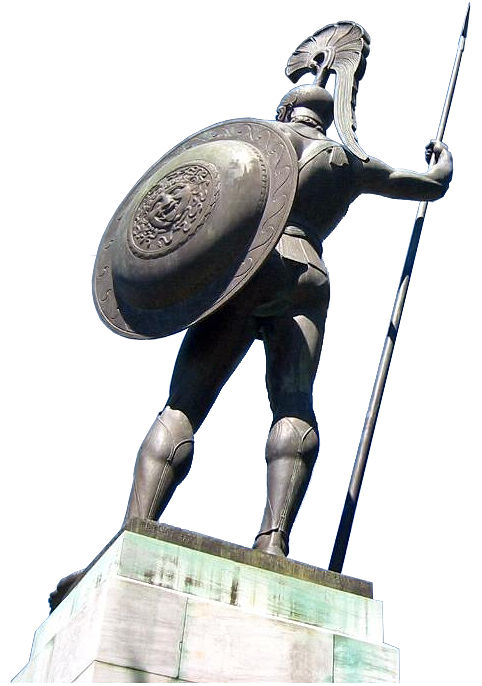
アキレイオンにあるアキレウス像

アキレウスの盾の一節はさまざまな読み方をすることができる。1つの解釈は、この盾が単純に世界全体を物質的にカプセル化しているというものである。盾の各層は一連の対比をなしている――すなわち戦争と平和、労働と祝祭であるが、平和な都市の中での殺人の存在は人間は争いから完全に解放されることはないということを思わせる。ドイツの作家ヴォルフガング・シャーデヴァルトは、こうした正反対のものの交錯は、文明化した、本質的に秩序のある生活の基本的な形を示しているのだと論じた。この対比はまた、「我々に……戦争を平和との関係において見る」ように仕向ける方法とも考えられている。盾の描写の一節は、パトロクロスの遺骸を巡る戦いと、アキレウスの戦場への復帰との中間に位置し、後者はこの詩の最も血腥い部分の1つの原動力となっている。従って、盾の場面は、トロイア戦争における暴力の無慈悲さを強調するのに用いられる「差し迫る破滅の前の静けさ」（嵐の前の静けさ）として読まれうる。また、トロイアが最終的に陥落してしまえば失われてしまうもののことを読者に思い起こさせるものとしても読むことができよう。